# Catostomus latipinnis
Espèce
Statut de conservation UICN

 LC  : Préoccupation mineure
Catostomus latipinnis est une espèce de poissons de la famille des Catostomidae.